# Montsonís
Montsonís es una localidad del municipio de Foradada, en la comarca de la Noguera, provincia de Lérida, Cataluña.

## Geografía
Está situado en lo alto de una colina a 405 m s. n. m., al margen izquierdo del río Segre.

## Historia
Comenzó siendo un enclave militar de frontera dependiente de Arnal Mir de Tost, en el antiguo condado de Urgel del que se tiene constancia desde el siglo IX, el castillo fue construido en el 1024. Pasó al linaje de Cabrera y, por enlace matrimonial, a los Ribelles, más tarde pasó a los Ponts o Pons, a los Rocabruna, y por último a los Montoliu (el apellido no debería ser confundido con el pueblo de Montoliu de Lleida),actuales propietarios del castillo.
El actual conjunto, cercano a las ruinas del enclave medieval, fue construido sobre la antigua muralla a partir del siglo XVII. De la familia perteneciente a la nobleza menor de Urgel, encargada de la custodia y defensa del castillo, surgió un linaje que tomó el nombre de Montsonís, de donde surgen los apellidos de Monsonís y Monzonís: al mismo pertenecieron el caballero de San Juan del Hospital Pere de Monsonís, comendador de Barcelona en 1295. Arnau de Monsonís, castellano de Culla (Castellón) en 1260, quien vendió la torre de Campanar en Valencia, el castellano de Gerb Arnau de Monsonís en 1310, el comendador mayor de la Orden de Montesa Bernat de Monsonís o Bernardo de Monzonís en 1330, y el Gobernador General de Urgell Berenguer de Monsonís. También en 1330 existiendo una rama en Villa Iglesias (Cerdeña) en 1324. Este linaje tuvo casa solar en Gerb y de la misma pasó una rama al antiguo reino de Valencia entre los siglos XIII y XIV, con casas en Segorbe y Burriana. Hijos de Perot de Monçonis fueron Galcerán de Monçonís, padre del caballero de Montesa Bernat de Monçonís, y Antonio de Monçonís , ambos de Balaguer. Un hijo de Antonio, pasó a Morella  y su descendiente, Ramón de Monçonís a Benasal donde se inició el linaje de Catalá de Monsonís. Otros linajes surgidos del mismo fueron los Catalá de Monsonís, vizcondes de Catalá de Monsonís y Condes de Cerdanet, los Pastor de Monsonís, y los Bou de Monsonís, del estamento de generosos de Castellón de la Plana.